# Steve Lund
Steve Lund (ur. 9 stycznia 1989 w Halifaksie) – kanadyjski aktor telewizyjny i filmowy.

## Życiorys
Urodził się i wychował w Halifaksie w Nowej Szkocji jako drugie z trojga dzieci Chickie Lund. Wychowywał się z dwiema siostrami. Występował na szkolnej scenie w przedstawieniach, w tym w Królu lwie. Jego prawdziwą pasją był hokej. W 2005 dołączył do Quebec Major Junior Hockey League, gdzie rozpoczął swoją karierę, aby zostać zawodowym hokeistą. Jednak kontuzja podczas meczu z drużyną Halifax Mooseheads w swoim rodzinnym mieście uniemożliwiła mu grę w hokeja. Po tym zdarzeniu rozpoczął naukę aktorstwa w Vancouver Film School's Acting Program. Inspiracją były dla niego filmy z serii Indiana Jones, której od wczesnych lat był fanem. Wkrótce przeniósł się do Toronto i trafił przed kamery w roli Franka w filmie krótkometrażowym End of Message (2009). Jego pierwszą główną rolą była postać Stewarta w serialu przygodowym Yukonic! (2011).
Wystąpił w bożonarodzeniowych produkcjach Hallmark Channel takich jak Święta na piątkę (Best Christmas Party Ever, 2014) z Torrey DeVitto, Uwierz w święta (Christmas Incorporated, 2015) i The Christmas Cottage (2017). W serialu komediowym Schitt's Creek (2016−2018) grał biseksualnego Jake'a.

## Filmografia

### Seriale TV
- 2011: Alphas jako David Burton
- 2011: Zagubiona tożsamość jako gwiazdor rocka
- 2011: Być jak Erica jako Alan
- 2011: Blue Mountain State jako Ty Wilson
- 2012: Nikita jako Straż Morska
- 2012: W garniturach jako atrakcyjny facet
- 2012: Przystań jako Colorado Kid / James Cogan
- 2013: Piękna i Bestia jako dr Kirk Iverson
- 2013: Defiance jako Ziggy
- 2014-2016: Bitten jako Nick Sorrenttino
- 2015: Przystań jako James Cogan
- 2017: Nastoletnia Maria Stuart jako Lord Luc Narcisse